# Ípsilon d'Andròmeda c
Ípsilon d'Andròmeda c (υ Andromedae c), anomenat formalment Samh, és un planeta extrasolar que orbita al voltant d'Ípsilon d'Andròmeda A, un estel similar al Sol, cada 243,1 dies. El seu descobriment l'abril de 1999 per Geoffrey Marcy i R. Paul Butler convertí aquest sistema en el primer sistema planetari múltiple en ser descobert al voltant d'un estel de la seqüència principal, així com el primer sistema planetari múltiple conegut en un sistema estel·lar múltiple. Ípsilon d'Andròmeda c és el segon planeta conegut en ordre de distància respecte del seu estel.

## Nom
El juliol de 2014, la Unió Astronòmica Internacional va engegar el projecte NameExoWorlds per donar noms propis a certs exoplanetes i als seus estels amfitrions. El procés va implicar la nominació pública i votació pels nous noms. El desembre de 2015 la UAI va anunciar que el nom guanyador per a aquest planeta era «Samh». El nom guanyador va ser presentat pel Club Astronòmic Vega del Marroc i és en honor d'Ibn al-Samh, un astrònom andalusí de finals del segle x i principis de l'xi.

## Descobriment
L'existència d'Ípsilon d'Andròmeda c va ser detectada gràcies a les variacions de velocitat radial del seu estel provocades per la gravetat del planeta. Les variacions es van detectar mitjançant una delicada anàlisi de l'efecte Doppler de l'espectre d'Ípsilon d'Andròmeda A. Al moment del seu descobriment ja se sabia que Ípsilon d'Andròmeda A posseïa un planeta extrasolar, el Júpiter calent Ípsilon d'Andròmeda b; no obstant això, abans de 1999 estava clar que l'existència del planeta intern no era suficient per explicar la corba de velocitat radial.
El 1999, dos grups independents d'astrònoms de la Universitat Estatal de San Francisco i del Harvard-Smithsonian Center for Astrophysics van arribar a la conclusió que un model amb tres planetes s'ajustava millor a les dades. Els dos nous planetes van ser designats amb els noms Ípsilon d'Andròmeda c i Ípsilon d'Andròmeda d.

## Òrbita i massa
Tal com passa en la majoria dels planetes extrasolars de períodes llargs, l'òrbita d'Ípsilon d'Andròmeda c és excèntrica, fins i tot molt més que qualsevol dels principals planetes del sistema solar (inclòs Plutó). Traslladada al sistema solar, l'òrbita d'Ípsilon d'Andròmeda c es trobaria entre les de la Terra i Venus.
L'elevada excentricitat orbital podria ser el resultat de pertorbacions gravitacionals causades pel planeta Ípsilon d'Andròmeda d. Simulacions realitzades assenyalen que l'òrbita d'Ípsilon d'Andròmeda c torna al seu estadi circular originari aproximadament cada 9.000 anys.
Una proposta és que les interaccions entre Ípsilon d'Andròmeda d i un planeta exterior (actualment perdut) haurien fet moure Ípsilon d'Andròmeda d cap a una òrbita més propera a l'estel, on gradualment hauria causat que l'òrbita d'Ípsilon d'Andròmeda c esdevingués més excèntrica. Si fos el cas, el planeta errant hauria hagut de ser expulsat immediatament.
Una limitació inherent al mètode de velocitat radial emprat per detectar Ípsilon d'Andròmeda c és que la inclinació orbital és desconeguda i únicament pot trobar-se el límit inferior de la massa planetària. Tanmateix, combinant les mesures de velocitat radial de telescopis terrestres amb dades astromètriques del Telescopi Espacial Hubble, els astrònoms han determinat la inclinació orbital i la massa del planeta, que és aproximadament 13,98 vegades la massa de Júpiter. La inclinació mútua entre c i d és de 29,9 graus.

## Característiques
A causa de la seva gran massa, és probable que Ípsilon d'Andròmeda c sigui un gegant gasós sense superfície sòlida. Com que el planeta només ha pogut ser detectat de manera indirecta, se'n desconeixen característiques tals com el seu radi, composició i temperatura.